# Problémisme
Le problémisme est une activité de loisirs créative basée sur les règles des jeux de société combinatoires (jeu de dames, jeu d’échecs, shogi) dans laquelle le compositeur, ou problémiste, recherche des séquences de jeu avec gain forcé.

## Définition
L’objet du problémisme est la création de compositions, appelées problèmes, dans lesquelles un élément tactique combinatoire est présenté.
Les caractéristiques essentielles d’un problème sont l’unicité de la solution, la légalité de la position et la participation active de toutes les pièces.
Le problémisme peut être considéré comme un élément didactique du jeu et comme un passe-temps pour les compositeurs, les amateurs de belles combinaisons et particulièrement les solutionnistes.
Il est fréquent que les magazines publient de tels problèmes dans la rubrique consacrée aux jeux.

## Au jeu de dames
Le problémisme est une activité importante au jeu de dames en raison du caractère obligatoire de la prise dans ce jeu. La partie combinatoire de la solution, c'est-à-dire la succession des prises imposées à l'adversaire se déroule parfois sur une dizaine de temps. Le déroulement peut ensuite aboutir à une fin de partie où l'initiative du trait est rendu aux Noirs. Mais la variante principale, représentant la meilleure défense des Noirs, nécessite toujours l'unicité de la solution pour les Blancs.
Lors de concours, les problèmes sont catégorisés en fonction du nombre de pièces. Une catégorie fréquemment présente est celle des miniatures, c'est-à-dire des problèmes avec sept pièces ou moins pour chaque camp.
La construction d’un problème de jeu de dames est régie par des règles spécifiques, définies par la commission du problémisme international émanant de la Fédération mondiale du jeu de dames. Il est, entre autres, tenu compte de l'équilibre des forces en présence dans la position initiale et de la façon « économique » d'offrir les pièces, c'est-à-dire qu'offrir de façon majoritaire deux pions est enrichi par l'offre simultanée d'un seul pion. La présence de variantes dans le jeu des Noirs est appréciée, l'unicité de la solution pour les Blancs n'est généralement exigée que dans la variante principale.
Des concours de problèmes nationaux et internationaux sont organisés régulièrement et les problémistes sont récompensés par des points de maîtrise.
Deux exemples de problème de jeu de dames :

## Aux échecs
|   | a | b | c | d | e | f | g | h |   |
| 8 | Roi blanc sur case blanche h5 · Tour blanche sur case noire c3 · Pion blanc sur case noire g3 · Tour blanche sur case noire d2 · Pion blanc sur case blanche g2 · Roi noir sur case noire h2 · Dame blanche sur case noire c1 | Roi blanc sur case blanche h5 · Tour blanche sur case noire c3 · Pion blanc sur case noire g3 · Tour blanche sur case noire d2 · Pion blanc sur case blanche g2 · Roi noir sur case noire h2 · Dame blanche sur case noire c1 | Roi blanc sur case blanche h5 · Tour blanche sur case noire c3 · Pion blanc sur case noire g3 · Tour blanche sur case noire d2 · Pion blanc sur case blanche g2 · Roi noir sur case noire h2 · Dame blanche sur case noire c1 | Roi blanc sur case blanche h5 · Tour blanche sur case noire c3 · Pion blanc sur case noire g3 · Tour blanche sur case noire d2 · Pion blanc sur case blanche g2 · Roi noir sur case noire h2 · Dame blanche sur case noire c1 | Roi blanc sur case blanche h5 · Tour blanche sur case noire c3 · Pion blanc sur case noire g3 · Tour blanche sur case noire d2 · Pion blanc sur case blanche g2 · Roi noir sur case noire h2 · Dame blanche sur case noire c1 | Roi blanc sur case blanche h5 · Tour blanche sur case noire c3 · Pion blanc sur case noire g3 · Tour blanche sur case noire d2 · Pion blanc sur case blanche g2 · Roi noir sur case noire h2 · Dame blanche sur case noire c1 | Roi blanc sur case blanche h5 · Tour blanche sur case noire c3 · Pion blanc sur case noire g3 · Tour blanche sur case noire d2 · Pion blanc sur case blanche g2 · Roi noir sur case noire h2 · Dame blanche sur case noire c1 | Roi blanc sur case blanche h5 · Tour blanche sur case noire c3 · Pion blanc sur case noire g3 · Tour blanche sur case noire d2 · Pion blanc sur case blanche g2 · Roi noir sur case noire h2 · Dame blanche sur case noire c1 | 8 |
| 7 | Roi blanc sur case blanche h5 · Tour blanche sur case noire c3 · Pion blanc sur case noire g3 · Tour blanche sur case noire d2 · Pion blanc sur case blanche g2 · Roi noir sur case noire h2 · Dame blanche sur case noire c1 | Roi blanc sur case blanche h5 · Tour blanche sur case noire c3 · Pion blanc sur case noire g3 · Tour blanche sur case noire d2 · Pion blanc sur case blanche g2 · Roi noir sur case noire h2 · Dame blanche sur case noire c1 | Roi blanc sur case blanche h5 · Tour blanche sur case noire c3 · Pion blanc sur case noire g3 · Tour blanche sur case noire d2 · Pion blanc sur case blanche g2 · Roi noir sur case noire h2 · Dame blanche sur case noire c1 | Roi blanc sur case blanche h5 · Tour blanche sur case noire c3 · Pion blanc sur case noire g3 · Tour blanche sur case noire d2 · Pion blanc sur case blanche g2 · Roi noir sur case noire h2 · Dame blanche sur case noire c1 | Roi blanc sur case blanche h5 · Tour blanche sur case noire c3 · Pion blanc sur case noire g3 · Tour blanche sur case noire d2 · Pion blanc sur case blanche g2 · Roi noir sur case noire h2 · Dame blanche sur case noire c1 | Roi blanc sur case blanche h5 · Tour blanche sur case noire c3 · Pion blanc sur case noire g3 · Tour blanche sur case noire d2 · Pion blanc sur case blanche g2 · Roi noir sur case noire h2 · Dame blanche sur case noire c1 | Roi blanc sur case blanche h5 · Tour blanche sur case noire c3 · Pion blanc sur case noire g3 · Tour blanche sur case noire d2 · Pion blanc sur case blanche g2 · Roi noir sur case noire h2 · Dame blanche sur case noire c1 | Roi blanc sur case blanche h5 · Tour blanche sur case noire c3 · Pion blanc sur case noire g3 · Tour blanche sur case noire d2 · Pion blanc sur case blanche g2 · Roi noir sur case noire h2 · Dame blanche sur case noire c1 | 7 |
| 6 | Roi blanc sur case blanche h5 · Tour blanche sur case noire c3 · Pion blanc sur case noire g3 · Tour blanche sur case noire d2 · Pion blanc sur case blanche g2 · Roi noir sur case noire h2 · Dame blanche sur case noire c1 | Roi blanc sur case blanche h5 · Tour blanche sur case noire c3 · Pion blanc sur case noire g3 · Tour blanche sur case noire d2 · Pion blanc sur case blanche g2 · Roi noir sur case noire h2 · Dame blanche sur case noire c1 | Roi blanc sur case blanche h5 · Tour blanche sur case noire c3 · Pion blanc sur case noire g3 · Tour blanche sur case noire d2 · Pion blanc sur case blanche g2 · Roi noir sur case noire h2 · Dame blanche sur case noire c1 | Roi blanc sur case blanche h5 · Tour blanche sur case noire c3 · Pion blanc sur case noire g3 · Tour blanche sur case noire d2 · Pion blanc sur case blanche g2 · Roi noir sur case noire h2 · Dame blanche sur case noire c1 | Roi blanc sur case blanche h5 · Tour blanche sur case noire c3 · Pion blanc sur case noire g3 · Tour blanche sur case noire d2 · Pion blanc sur case blanche g2 · Roi noir sur case noire h2 · Dame blanche sur case noire c1 | Roi blanc sur case blanche h5 · Tour blanche sur case noire c3 · Pion blanc sur case noire g3 · Tour blanche sur case noire d2 · Pion blanc sur case blanche g2 · Roi noir sur case noire h2 · Dame blanche sur case noire c1 | Roi blanc sur case blanche h5 · Tour blanche sur case noire c3 · Pion blanc sur case noire g3 · Tour blanche sur case noire d2 · Pion blanc sur case blanche g2 · Roi noir sur case noire h2 · Dame blanche sur case noire c1 | Roi blanc sur case blanche h5 · Tour blanche sur case noire c3 · Pion blanc sur case noire g3 · Tour blanche sur case noire d2 · Pion blanc sur case blanche g2 · Roi noir sur case noire h2 · Dame blanche sur case noire c1 | 6 |
| 5 | Roi blanc sur case blanche h5 · Tour blanche sur case noire c3 · Pion blanc sur case noire g3 · Tour blanche sur case noire d2 · Pion blanc sur case blanche g2 · Roi noir sur case noire h2 · Dame blanche sur case noire c1 | Roi blanc sur case blanche h5 · Tour blanche sur case noire c3 · Pion blanc sur case noire g3 · Tour blanche sur case noire d2 · Pion blanc sur case blanche g2 · Roi noir sur case noire h2 · Dame blanche sur case noire c1 | Roi blanc sur case blanche h5 · Tour blanche sur case noire c3 · Pion blanc sur case noire g3 · Tour blanche sur case noire d2 · Pion blanc sur case blanche g2 · Roi noir sur case noire h2 · Dame blanche sur case noire c1 | Roi blanc sur case blanche h5 · Tour blanche sur case noire c3 · Pion blanc sur case noire g3 · Tour blanche sur case noire d2 · Pion blanc sur case blanche g2 · Roi noir sur case noire h2 · Dame blanche sur case noire c1 | Roi blanc sur case blanche h5 · Tour blanche sur case noire c3 · Pion blanc sur case noire g3 · Tour blanche sur case noire d2 · Pion blanc sur case blanche g2 · Roi noir sur case noire h2 · Dame blanche sur case noire c1 | Roi blanc sur case blanche h5 · Tour blanche sur case noire c3 · Pion blanc sur case noire g3 · Tour blanche sur case noire d2 · Pion blanc sur case blanche g2 · Roi noir sur case noire h2 · Dame blanche sur case noire c1 | Roi blanc sur case blanche h5 · Tour blanche sur case noire c3 · Pion blanc sur case noire g3 · Tour blanche sur case noire d2 · Pion blanc sur case blanche g2 · Roi noir sur case noire h2 · Dame blanche sur case noire c1 | Roi blanc sur case blanche h5 · Tour blanche sur case noire c3 · Pion blanc sur case noire g3 · Tour blanche sur case noire d2 · Pion blanc sur case blanche g2 · Roi noir sur case noire h2 · Dame blanche sur case noire c1 | 5 |
| 4 | Roi blanc sur case blanche h5 · Tour blanche sur case noire c3 · Pion blanc sur case noire g3 · Tour blanche sur case noire d2 · Pion blanc sur case blanche g2 · Roi noir sur case noire h2 · Dame blanche sur case noire c1 | Roi blanc sur case blanche h5 · Tour blanche sur case noire c3 · Pion blanc sur case noire g3 · Tour blanche sur case noire d2 · Pion blanc sur case blanche g2 · Roi noir sur case noire h2 · Dame blanche sur case noire c1 | Roi blanc sur case blanche h5 · Tour blanche sur case noire c3 · Pion blanc sur case noire g3 · Tour blanche sur case noire d2 · Pion blanc sur case blanche g2 · Roi noir sur case noire h2 · Dame blanche sur case noire c1 | Roi blanc sur case blanche h5 · Tour blanche sur case noire c3 · Pion blanc sur case noire g3 · Tour blanche sur case noire d2 · Pion blanc sur case blanche g2 · Roi noir sur case noire h2 · Dame blanche sur case noire c1 | Roi blanc sur case blanche h5 · Tour blanche sur case noire c3 · Pion blanc sur case noire g3 · Tour blanche sur case noire d2 · Pion blanc sur case blanche g2 · Roi noir sur case noire h2 · Dame blanche sur case noire c1 | Roi blanc sur case blanche h5 · Tour blanche sur case noire c3 · Pion blanc sur case noire g3 · Tour blanche sur case noire d2 · Pion blanc sur case blanche g2 · Roi noir sur case noire h2 · Dame blanche sur case noire c1 | Roi blanc sur case blanche h5 · Tour blanche sur case noire c3 · Pion blanc sur case noire g3 · Tour blanche sur case noire d2 · Pion blanc sur case blanche g2 · Roi noir sur case noire h2 · Dame blanche sur case noire c1 | Roi blanc sur case blanche h5 · Tour blanche sur case noire c3 · Pion blanc sur case noire g3 · Tour blanche sur case noire d2 · Pion blanc sur case blanche g2 · Roi noir sur case noire h2 · Dame blanche sur case noire c1 | 4 |
| 3 | Roi blanc sur case blanche h5 · Tour blanche sur case noire c3 · Pion blanc sur case noire g3 · Tour blanche sur case noire d2 · Pion blanc sur case blanche g2 · Roi noir sur case noire h2 · Dame blanche sur case noire c1 | Roi blanc sur case blanche h5 · Tour blanche sur case noire c3 · Pion blanc sur case noire g3 · Tour blanche sur case noire d2 · Pion blanc sur case blanche g2 · Roi noir sur case noire h2 · Dame blanche sur case noire c1 | Roi blanc sur case blanche h5 · Tour blanche sur case noire c3 · Pion blanc sur case noire g3 · Tour blanche sur case noire d2 · Pion blanc sur case blanche g2 · Roi noir sur case noire h2 · Dame blanche sur case noire c1 | Roi blanc sur case blanche h5 · Tour blanche sur case noire c3 · Pion blanc sur case noire g3 · Tour blanche sur case noire d2 · Pion blanc sur case blanche g2 · Roi noir sur case noire h2 · Dame blanche sur case noire c1 | Roi blanc sur case blanche h5 · Tour blanche sur case noire c3 · Pion blanc sur case noire g3 · Tour blanche sur case noire d2 · Pion blanc sur case blanche g2 · Roi noir sur case noire h2 · Dame blanche sur case noire c1 | Roi blanc sur case blanche h5 · Tour blanche sur case noire c3 · Pion blanc sur case noire g3 · Tour blanche sur case noire d2 · Pion blanc sur case blanche g2 · Roi noir sur case noire h2 · Dame blanche sur case noire c1 | Roi blanc sur case blanche h5 · Tour blanche sur case noire c3 · Pion blanc sur case noire g3 · Tour blanche sur case noire d2 · Pion blanc sur case blanche g2 · Roi noir sur case noire h2 · Dame blanche sur case noire c1 | Roi blanc sur case blanche h5 · Tour blanche sur case noire c3 · Pion blanc sur case noire g3 · Tour blanche sur case noire d2 · Pion blanc sur case blanche g2 · Roi noir sur case noire h2 · Dame blanche sur case noire c1 | 3 |
| 2 | Roi blanc sur case blanche h5 · Tour blanche sur case noire c3 · Pion blanc sur case noire g3 · Tour blanche sur case noire d2 · Pion blanc sur case blanche g2 · Roi noir sur case noire h2 · Dame blanche sur case noire c1 | Roi blanc sur case blanche h5 · Tour blanche sur case noire c3 · Pion blanc sur case noire g3 · Tour blanche sur case noire d2 · Pion blanc sur case blanche g2 · Roi noir sur case noire h2 · Dame blanche sur case noire c1 | Roi blanc sur case blanche h5 · Tour blanche sur case noire c3 · Pion blanc sur case noire g3 · Tour blanche sur case noire d2 · Pion blanc sur case blanche g2 · Roi noir sur case noire h2 · Dame blanche sur case noire c1 | Roi blanc sur case blanche h5 · Tour blanche sur case noire c3 · Pion blanc sur case noire g3 · Tour blanche sur case noire d2 · Pion blanc sur case blanche g2 · Roi noir sur case noire h2 · Dame blanche sur case noire c1 | Roi blanc sur case blanche h5 · Tour blanche sur case noire c3 · Pion blanc sur case noire g3 · Tour blanche sur case noire d2 · Pion blanc sur case blanche g2 · Roi noir sur case noire h2 · Dame blanche sur case noire c1 | Roi blanc sur case blanche h5 · Tour blanche sur case noire c3 · Pion blanc sur case noire g3 · Tour blanche sur case noire d2 · Pion blanc sur case blanche g2 · Roi noir sur case noire h2 · Dame blanche sur case noire c1 | Roi blanc sur case blanche h5 · Tour blanche sur case noire c3 · Pion blanc sur case noire g3 · Tour blanche sur case noire d2 · Pion blanc sur case blanche g2 · Roi noir sur case noire h2 · Dame blanche sur case noire c1 | Roi blanc sur case blanche h5 · Tour blanche sur case noire c3 · Pion blanc sur case noire g3 · Tour blanche sur case noire d2 · Pion blanc sur case blanche g2 · Roi noir sur case noire h2 · Dame blanche sur case noire c1 | 2 |
| 1 | Roi blanc sur case blanche h5 · Tour blanche sur case noire c3 · Pion blanc sur case noire g3 · Tour blanche sur case noire d2 · Pion blanc sur case blanche g2 · Roi noir sur case noire h2 · Dame blanche sur case noire c1 | Roi blanc sur case blanche h5 · Tour blanche sur case noire c3 · Pion blanc sur case noire g3 · Tour blanche sur case noire d2 · Pion blanc sur case blanche g2 · Roi noir sur case noire h2 · Dame blanche sur case noire c1 | Roi blanc sur case blanche h5 · Tour blanche sur case noire c3 · Pion blanc sur case noire g3 · Tour blanche sur case noire d2 · Pion blanc sur case blanche g2 · Roi noir sur case noire h2 · Dame blanche sur case noire c1 | Roi blanc sur case blanche h5 · Tour blanche sur case noire c3 · Pion blanc sur case noire g3 · Tour blanche sur case noire d2 · Pion blanc sur case blanche g2 · Roi noir sur case noire h2 · Dame blanche sur case noire c1 | Roi blanc sur case blanche h5 · Tour blanche sur case noire c3 · Pion blanc sur case noire g3 · Tour blanche sur case noire d2 · Pion blanc sur case blanche g2 · Roi noir sur case noire h2 · Dame blanche sur case noire c1 | Roi blanc sur case blanche h5 · Tour blanche sur case noire c3 · Pion blanc sur case noire g3 · Tour blanche sur case noire d2 · Pion blanc sur case blanche g2 · Roi noir sur case noire h2 · Dame blanche sur case noire c1 | Roi blanc sur case blanche h5 · Tour blanche sur case noire c3 · Pion blanc sur case noire g3 · Tour blanche sur case noire d2 · Pion blanc sur case blanche g2 · Roi noir sur case noire h2 · Dame blanche sur case noire c1 | Roi blanc sur case blanche h5 · Tour blanche sur case noire c3 · Pion blanc sur case noire g3 · Tour blanche sur case noire d2 · Pion blanc sur case blanche g2 · Roi noir sur case noire h2 · Dame blanche sur case noire c1 | 1 |
|   | a | b | c | d | e | f | g | h |   |

Le problémisme est présent dans le jeu d'échecs sous le terme de composition échiquéenne.
Dans un problème d'échecs, le premier coup de la solution, appelé « la clé », doit être unique.

Dans l'exemple ci-contre, après la clé 1.Tc8, la case critique c7 est franchie par la tour permettant, après le coup forcé 1...Rxg3, le mat par 2.Dc7#
C'est le seul mat en deux coups possible. Sur les autres possibilités de jeu de la tour en c3 par exemple, soit la dame ne peut atteindre c7, soit il y a pat.

## Au shogi
C'est le terme japonais tsume shogi qui traite de la création des problèmes, appelés « tsume », dans le shogi.